# Гамбел
Гамбел (англ. Gambell, юпікська мова:Sivuqaq) — місто (англ. city) в США, у зоні перепису населення Ноум штату Аляска. Населення — 640 осіб (2020).

## Географія
Розташоване на північно-західному березі острова Святого Лаврентія, за 63 км на північний захід від міста Савунга, за 325 км на південний захід від Нома і за 58 км на схід від Чукотського півострова.
Гамбел розташований за координатами 63°46′38″ пн. ш. 171°43′33″ зх. д. / 63.77722° пн. ш. 171.72583° зх. д. (63.777201, -171.725710).  За даними Бюро перепису населення США в 2010 році місто мало площу 78,62 км², з яких 28,23 км² — суходіл та 50,39 км² — водойми. В 2017 році площа становила 73,61 км², з яких 26,89 км² — суходіл та 46,72 км² — водойми.

### Клімат
| Клімат : Гамбел         | Клімат : Гамбел | Клімат : Гамбел | Клімат : Гамбел | Клімат : Гамбел | Клімат : Гамбел | Клімат : Гамбел | Клімат : Гамбел | Клімат : Гамбел | Клімат : Гамбел | Клімат : Гамбел | Клімат : Гамбел | Клімат : Гамбел | Клімат : Гамбел |
| Показник                | Січ.            | Лют.            | Бер.            | Квіт.           | Трав.           | Черв.           | Лип.            | Серп.           | Вер.            | Жовт.           | Лист.           | Груд.           | Рік             |
| Абсолютний максимум, °C | 3,9             | 5,0             | 2,2             | 7,2             | 12,2            | 17,8            | 21,7            | 20,0            | 16,7            | 11,7            | 12,2            | 5,6             | 21,7            |
| Середній максимум, °C   | −11,1           | −14,4           | −12,3           | −6,8            | 0,6             | 6,2             | 9,9             | 9,7             | 6,4             | 1,3             | −2,6            | −6,7            | −1,6            |
| Середня температура, °C | −13,6           | −16,8           | −14,9           | −9,6            | −1,5            | 3,7             | 7,6             | 7,7             | 4,6             | −0,1            | −4,2            | −8,9            | −3,8            |
| Середній мінімум, °C    | −16,1           | −19,2           | −17,7           | −12,4           | −3,6            | 1,1             | 5,2             | 5,7             | 2,8             | −1,6            | −5,9            | −11,2           | −6              |
| Абсолютний мінімум, °C  | −31,1           | −32,2           | −32,2           | −28,9           | −16,7           | −6,1            | −0,6            | −1,1            | −4,4            | −10,6           | −21,7           | −28,9           | −32,2           |
| Норма опадів, мм        | 27              | 31              | 40              | 39              | 23              | 15              | 27              | 63              | 42              | 39              | 48              | 50              | 446             |
| Днів з опадами          | 9               | 9               | 8               | 11              | 7               | 6               | 9               | 13              | 11              | 14              | 15              | 16              | 128,0           |
| ----------------------- | --------------- | --------------- | --------------- | --------------- | --------------- | --------------- | --------------- | --------------- | --------------- | --------------- | --------------- | --------------- | --------------- |
| Джерело:                |                 |                 |                 |                 |                 |                 |                 |                 |                 |                 |                 |                 |                 |

## Демографія

### Перепис 2010
Згідно з переписом 2010 року, у місті мешкала 681 особа в 164 домогосподарствах у складі 123 родин. Густота населення становила 9 осіб/км².  Було 200 помешкань (3/км²).
Расовий склад населення:
| - 95,6 % — корінних американців - 3,8 % — білих - 0,1 % — азіатів |

До двох чи більше рас належало 0,4 %. Частка іспаномовних становила 0,4 % від усіх жителів.
За віковим діапазоном населення розподілялося таким чином: 39,2 % — особи молодші 18 років, 55,2 % — особи у віці 18—64 років, 5,6 % — особи у віці 65 років та старші. Медіана віку мешканця становила 24,4 року. На 100 осіб жіночої статі у місті припадало 110,8 чоловіків;  на 100 жінок у віці від 18 років та старших — 130,0 чоловіків також старших 18 років.
Середній дохід на одне домашнє господарство  становив 40 332 долари США (медіана — 29 417), а середній дохід на одну сім'ю — 41 515 доларів (медіана — 29 417). За межею бідності перебувало 41,3 % осіб, у тому числі 48,1 % дітей у віці до 18 років та 25,6 % осіб у віці 65 років та старших.
Цивільне працевлаштоване населення становило 206 осіб. Основні галузі зайнятості: освіта, охорона здоров'я та соціальна допомога — 36,9 %, публічна адміністрація — 14,1 %, сільське господарство, лісництво, риболовля — 12,1 %.

### Перепис 2000
За даними переписом 2000 року населення міста становило 649 осіб. Расовий склад: корінні американці — 95,69 %; білі — 3,54 %; азіати — 0,46 %; представники двох і більше рас — 0,31 %. Частка осіб у віці молодше 18 років — 38,5 %; осіб старше 65 років — 5,9 %. Середній вік населення — 26 років. На кожні 100 жінок припадає 132,6 чоловіків; на кожні 100 жінок у віці старше 18 років — 143,3 чоловіків.
З 159 домашніх господарств в 51,6 % — виховували дітей віком до 18 років, 43,4 % представляли собою подружні пари, які спільно проживають, 18,2 % — жінки без чоловіків, 23,3 % НЕ мали родини. 18,2 % від загальної кількості господарств на момент перепису жили самостійно, при цьому 0,6 % склали самотні літні люди у віці 65 років та старше. В середньому домашнє господарство ведуть 4,08 осіб, а середній розмір родини — 4,82 осіб.
Середній дохід на спільне господарство — $31 458; середній дохід на сім'ю — $30 625.

## Транспорт
Місто обслуговується аеропортом Гамбел, який приймає регулярні рейси з Нома.